# Ольшана (Україна)
Ольшана (із 1962 по 2007 рік  — Вільшана) — село в Україні, у Прилуцькому районі Чернігівської області. Населення становить 511 особи. Входить до Ічнянської ОТГ.

## Географія
Село розташоване на півдні району, на березі правої притоки Смошу — річки Вільшанка.
Відстань від Чернігова — 170 км, від Ічні — 16 км. Найближча залізнична станція — Коломійцеве на лінії Бахмач — Прилуки за 7 км.
Площа села близько 4 км². Висота над рівнем моря — 138 м.
На південний схід від села розташований лісовий заказник місцевого значення «Городище» та на південь від села ботанічний заказник місцевого значення Діброва-І. 

## Історія

### Перші поселення
Поблизу села виявлено два городища періоду Київської Русі (IX-XIII століття): одне в межах лісового урочища Чернявщина, а друге — безпосередньо на території сучасного села (біля ставу) — ці городища були, фактично, Праольшаною. Обидва городища знайдені та описані українським археологом і музеєзнавцем Миколою Омеляновичем Макаренком. На першому з них у 1928 році він провів і детальні розкопки.

### Заснування
Село засноване у першій половині XVII століття коронним гетьманом Станіславом Конєцпольським. Перша документальна згадка про Ольшану датується 1632 роком. Після смерті у 1646 році Станіслава Конєцпольського село до 1648 року належало його синові Олександру. В цей період воно входило до складу Чернігівського воєводства Малопольської Провінції Корони Польської.
З 1648 року, у Козацько-Гетьманській державі — полкова сотня Прилуцького полку. У 1654 році, прямуючи з Сирії до двору московського царя Олексія, через Ольшану проїжджав Патріарх Антіохійський Макарій III зі своїм сином, архідияконом Павлом Алепським. У своїх подорожніх нотатках він описує Ольшану як «красиве, впорядковане поселення, що все потопає в садах і палісадниках».
У селі діяла Михайлівська церква.

### У складі Московської та Російської держав
У 1665 року, грамотою царя Олексія I, Ольшана з 50 дворами селян і двома млинами передана прилуцькому полковнику Лазарю Горленку. У 1666 році — розграбоване кримською ордою. Після смерті у 1687 році Лазаря Горленка Ольшана перейшла у спадок до його вдові Єфросинії, а потім у 1690 році, його середньому синові Степану. Пізніше Ольшана перейшла у володіння молодшого сина Горленка — Дмитра. Під час Північної війни він приєднався до гетьмана Мазепи, а після розгрому шведсько-козачого війська під Полтавою за наказом російського царя Петра І усі маєтності у Горленків були відібрані: у 1712 році Ольшана була пожалувана царському генерал-фельдмаршалу Борису Шереметьєву. Після смерті фельдмаршала селом кілька років володіла його вдова, а потім молодший син Петро.
У 1746 році імператриця Єлизавета дала дарчу грамоту на Ольшану бунчуковому товаришу Власу Климовичу (Будлянському), який був самого простого походження (неграмотний ткач), проте був одружений з сестрою графа Розумовського. У 1748–1749 роках село, як і вся округа, пережило страшну посуху, яка супроводжувалася нашестям сарани.
Після смерті на початку 1760-х Власа Будлянського Ольшана до 1775 року належала його вдові Агафії Григорівні, а потім до 1780 року — їх синові, таємному раднику, камергеру Михайлу Будлянському, а потім онукові — флігель-ад'ютанту Олексію Будлянському аж до його смерті у 1819 році.
Олексій Будлянський спадкоємців не залишив і в Ольшані з'явилося відразу кілька нових поміщиків: спершу графиня Владиславич-Рагузінська і майорша Страховська, потім штаб-ротмістрша В. Ф. Булацель (з 1832 р.), майорша Н. Ф . Конфінгінова і поручик С. М. Тріфановський (обидва з 1834 р.), київський губернатор В. С. Катеринін і поміщиця А. Ф. Бедригіна (обидва з 1835 р.), а також генерал-майор П. П. Лешкевич (з 1837 р.). У ці ж роки на край обрушився шестирічний (1830–1836 роки) неврожай, який призвів до голоду й великої смертності в селі.
У 1844 році більшу частину ольшанських земель, а з ними і кріпаків, викупив штабс-капітан А. А. Фон-Ріхтер. У середині XIX століття селяни Вільшани були закріпачені також поміщиками Тишкевичем, Трегубовим і Стаховичем, але незабаром і вони перейшли у володіння Фон-Ріхтера. Слід зазначити, що на відміну від усіх своїх попередників, які ніколи не бували в Ольшані, або чиє перебування там було короткочасним, Фон-Ріхтер там оселився.

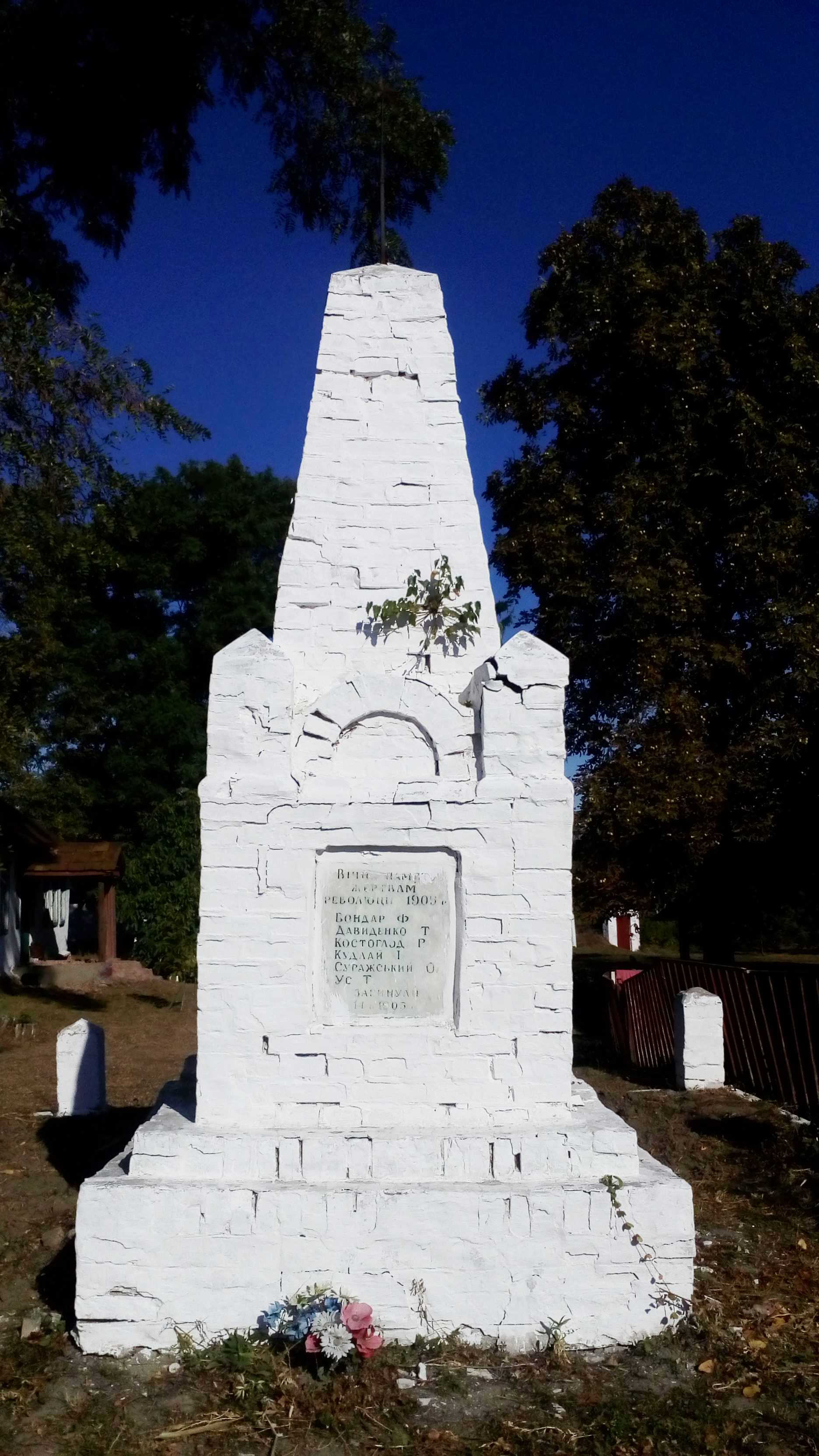
Обеліск жертвам розстрілу мирної делегації 1905 року

На момент скасування кріпосного права у 1861 році в Ольшані значилося три поміщики: Фон-Ріхтер, Яновський і Булацель. До того часу в Ольшані малися цукровий і цегельний заводи, а також винокурня і сукновальня. У результаті реформи 1861 року в Ольшані було створено два волосних правління: одне для приватновласницьких селян, друге — для селян у відомстві Палати державних маєтностей. Першому підпорядковувалися 6 сільських громад (1252 ревізьких душі), другому — 3944. Після реорганізації волостей Ольшана у 1867 році стала центром нової Ольшанської волості Прилуцького повіту Полтавської губернії.
У 1886 році в селі налічувалося 126 дворів козаків та 396 дворів селян, які входили в 3 громади: Фон-Ріхтера, Демкова та Булацеля. Було ще 10 дворів міщан та інших. У селі було 2 шинки, 2 магазини, 3 кузні, 47 діючих вітряків, 4 олійниці.
Незабаром в Ольшані з'явився новий поміщик — А. Я. Єфремов, який скупив усе майно Фон-Ріхтера, що до цього було за борги передане Прилуцькій земській управі. На кінець XIX століття в Ольшані було три землевласники: А. Я. Єфремов, П. О. Персицький і В. Булацель. У 1900 році А. Я. Єфремов передав свій маєток середньому сину В. А. Єфремову. У листопаді 1905 року сільськогосподарські експерименти останнього, агронома за освітою, призвели до двотижневого страйку. А 15 листопада 1905 року у дворі поміщицької садиби була розстріляна мирна демонстрація: загинуло 6 селян. Усі вони поховані біля церкви в центрі села.

### Радянські часи
Після Жовтневого перевороту 1917 року в Ольшані діяв волосний ревком. У 1918 році збройний загін ольшанців брав участь у битві за захопленні більшовиками міста Прилуки та Пирятин.
Громадянська війна призвела до господарського занепаду села — у 1929 році у Ольшані нараховувалося лише 26 вітряних млинів. Найбільші з них — Симоротів і Данилів вітряк. На сьогодні зберігся один — Данилів вітряк.

У травні 1924 року створено перший колгосп. Ольшана, як і решта України, пережила насильницьку колективізацію та Голодомор. Нині є пам'ятний знак про Голодомор.

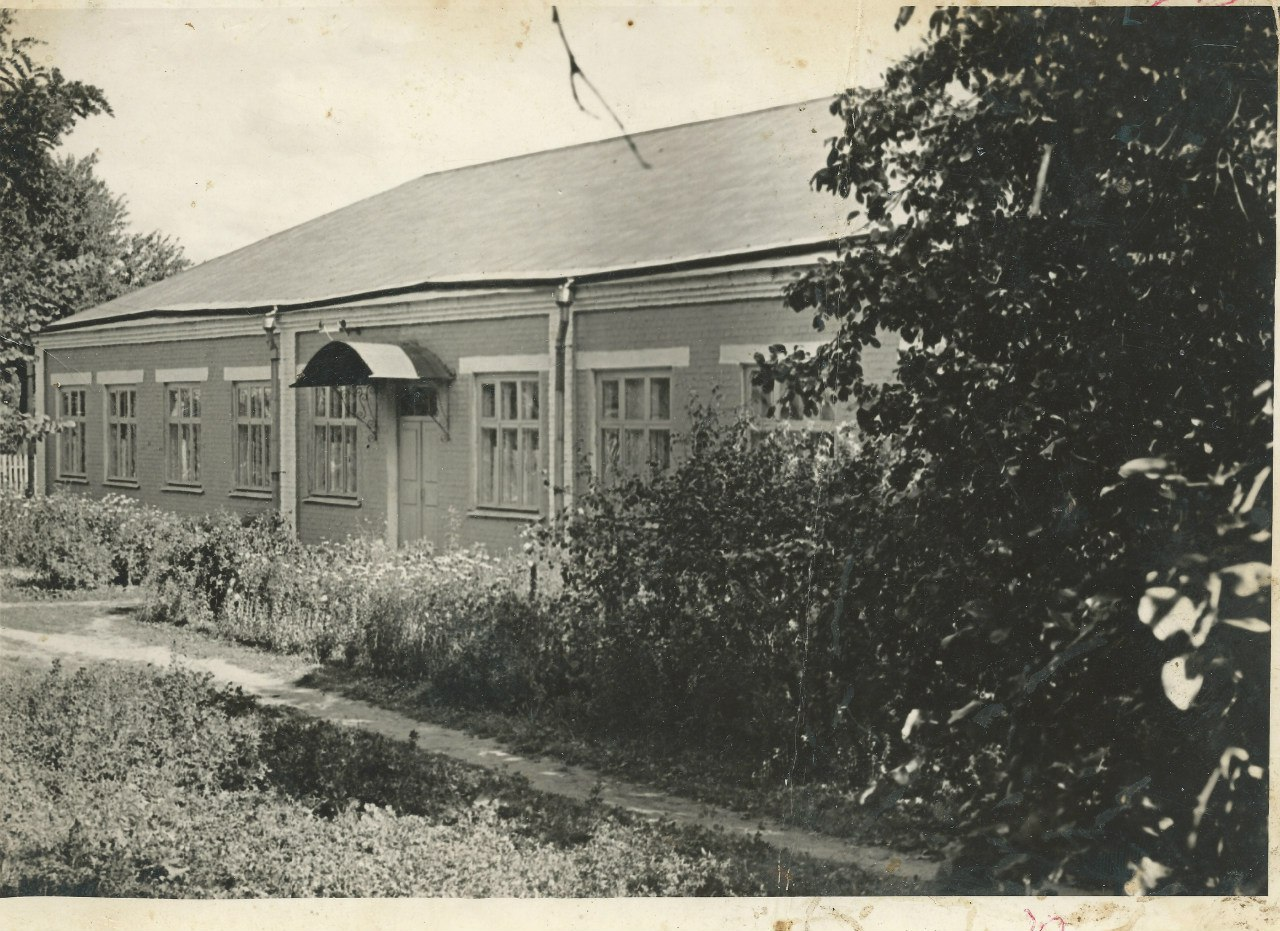
Ольшанська лікарня в 1970 році

Під час німецько-радянської війни Ольшана була окупована німцями. Окупація тривала рівно два роки — з 18 вересня 1941 по 18 вересня 1943 року. 9 вересня 1943-го, за дев'ять днів до звільнення силами 42-ї гвардійської стрілецької дивізії, в Ольшані проведено каральну операцію — в Панському яру розстріляно 76 мирних жителів Ольшани, Тарасівки та Жовтневого та інших навколишніх сіл.
На фронтах Другої світової війни билися 527 жителів Ольшани, 200 з них за мужність і відвагу, проявлені в боях, нагороджені орденами і медалями СРСР, 274 — загинули. В селі встановлені пам'ятники на честь радянських воїнів, які загинули в боях за село і обеліск Слави воїнам-односельцям, полеглим на фронтах війни.
У повоєнний період у селі знаходилася центральна садиба колгоспу імені Ілліча, за яким було закріплено 3913 гектарів сільськогосподарських угідь, у тому числі 2952 га орної землі. Це були багатогалузеві господарства, де вирощували зернові і технічні культури, займалося м'ясо-молочним тваринництвом.

### Новітня історія
Згідно з Постановою Верховної ради України № 1154-V від 07.06.2007 «Про уточнення найменування села Вільшана Ічнянського району Чернігівської області» з 2007 року селу повернуто історичну назву "Ольшана".
До 2017 року орган місцевого самоврядування — Ольшанська сільська рада. Ольшанській сільській раді були підпорядковані 2 хутори: Тарасівка та Жовтневе (з 2016 року село Нова Ольшана).
У селі є загальноосвітня школа, клуб (на 250 місць), ФАП, 2 магазини, дитячий садочок.

## Населення

### Мова
Розподіл населення за рідною мовою за даними перепису 2001 року:
| Мова       | Кількість | Відсоток |
| ---------- | --------- | -------- |
| українська | 687       | 97.59%   |
| російська  | 16        | 2.27%    |
| білоруська | 1         | 0.14%    |
| Усього     | 704       | 100%     |

## Динаміка чисельності населення
- 1665 — 50 дворів селян і ? дворів козаків.
- 1712—120 дворів (152 будинки) селян і 23 дворів (30 будинків) козаків
- 1764—1281 осіб.
- 1784—2175 осіб.
- 1811—2480 осіб.
- 1829—2361 осіб. (3 дворян, 15 осіб духовного звання (включаючи дружин), 34 військових (в тому числі дружин з дітьми), 553 козаки (з дітьми і дружинами), 19 казенних селян, 1533 кріпаків, 16 дворових)
- 1863—2420 осіб. (468 дворів)[10]
- 1886—2817 осіб.
- 1902 — 3238 осіб. дорослого населення (1672 чоловік і 1566 жінок; 551 двір з них 129 козацьких і 402 селянських)
- 1910 — 3123 осіб.
- 1925 — 3268 осіб. (739 дворів)
- 1930 — 3067 осіб. (682 дворів)
- 1983—1198 осіб.
- 1996—802 осіб. (351 двір)
- 2006—684 осіб. (295 дворів)
- 2007—660 осіб. (291 двір)
- 2008—653 осіб. (284 дворів)
- 2016—511 осіб[11]

## Головні події
- 1632 — перший відомий архівний запис про Ольшану
- 1665 — Ольшана царською грамотою передана у володіння Л. Горленко
- 1712 — універсалом гетьмана Ольшана передана фельдмаршалу Шереметьєву
- 1746 — дарча грамота на Ольшану передана В. Будлянському
- 1844 — відкрилася церковно-приходська школа
- 1844 — велика частина Ольшанських земель скуплена Фон-Ріхтером
- 1867 — Ольшана стала центром волості
- 1878 — Ольшана куплена А. Я. Єфремовим
- 1886 — відкрилося 4-х класне земське училище
- 1905 — розстріл мирної демонстрації селян
- 1910 — проведено  телефон
- 1924 — створено перший колгосп
- 1941—1943 — німецька окупація
- 1943 — відновлення російської окупації
- 1959 — проведено електрику
- 1962 — офіційну українську назву змінено на Вільшана
- 2007 — повернуто історичну назву Ольшана

## Відомі особи
- Симорот Микола Іванович (1928-2010) — лікар-морфолог, заслужений працівник освіти України.
- Плошко Василь Євдокимович (1901—1995) — краєзнавець.
- Плошко Вітольд Васильович (1927—1994) — краєзнавець, кандидат геолого-мінералогічних наук (1963)
- Плошко Вадим Васильович (1933—2015) — краєзнавець, кандидат геолого-мінералогічних наук (1973).
- Давиденко Дмитро Федорович (1922) — математик. Автор численних публікацій з математики.
- Бондар Сергій Михайлович (1912—1990) — художник.
- Котеленець Іван Мефодійович — депутат Трудового конгресу України (1919).
- Клочко Андрій Петрович — підпоручик Армії УНР.

## Цікаві факти
- Існує така легенда: З півночі, біля лісу на березі Ольшанки жив козак Покотило, а з півдня на теперішній Нехаївці (на Ворочку) — жив козак Нехай. Вся територія між цими двома господарями була вкрита лісом і вони між собою майже не спілкувалися. Покотилові двори існують ще й тепер, але старі нащадки повимирали, а молоді роз'їхалися. Із Нехаїв же нікого немає, лишилася одна назва кутка — Нехаївка, та й то в переказах, нині рідко вживана. Село Ольшана ділиться на багато кутків (назва кутків походила від прізвищ або прізвиськ людей): Засула або Сула (можливо, річка звалась Сулою), Роликівка, Кудлаївка, Шматківка, Лоївка, Мостовівка, Драганівка, Мізинівка, Ковалівка, Ворочок, Нехаївка, Бондарівка та інші.